# 中間護尾鮠
中間護尾鮠，為輻鰭魚綱鯰形目平鰭鮠科的其中一種，為熱帶淡水魚，分布於非洲喀麥隆至剛果沿岸淡水流域，體長可達9.5公分，棲息在底層水域，生活習性不明。